# Herb Pomeroy
Irving Herbert Pomeroy III (Gloucester, 15 de abril de 1930 - Gloucester, 11 de agosto de 2007), conocido como Herb Pomeroy, fue un trompetista de jazz y director de big band estadounidense. Pertenece a las corrientes del bop y del llamado jazz progresivo.

## Fuente
- Jason Ankeny, «Herb Pomeroy. Biography», en allmusic.com, consultada el 16-5-2010.

- Datos: Q1412239